# Пофири

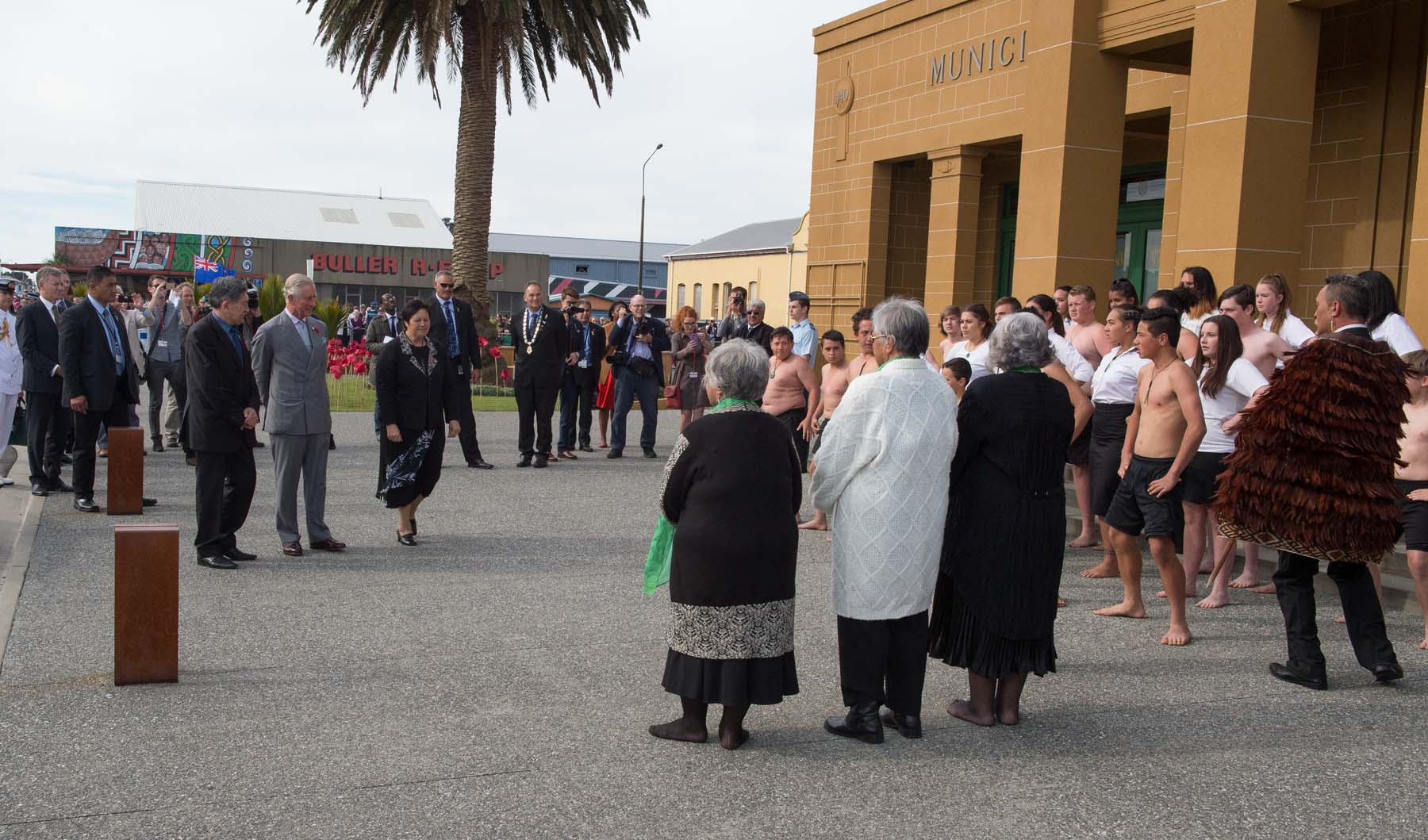
Пофири, приветствующее Принца Чарльза

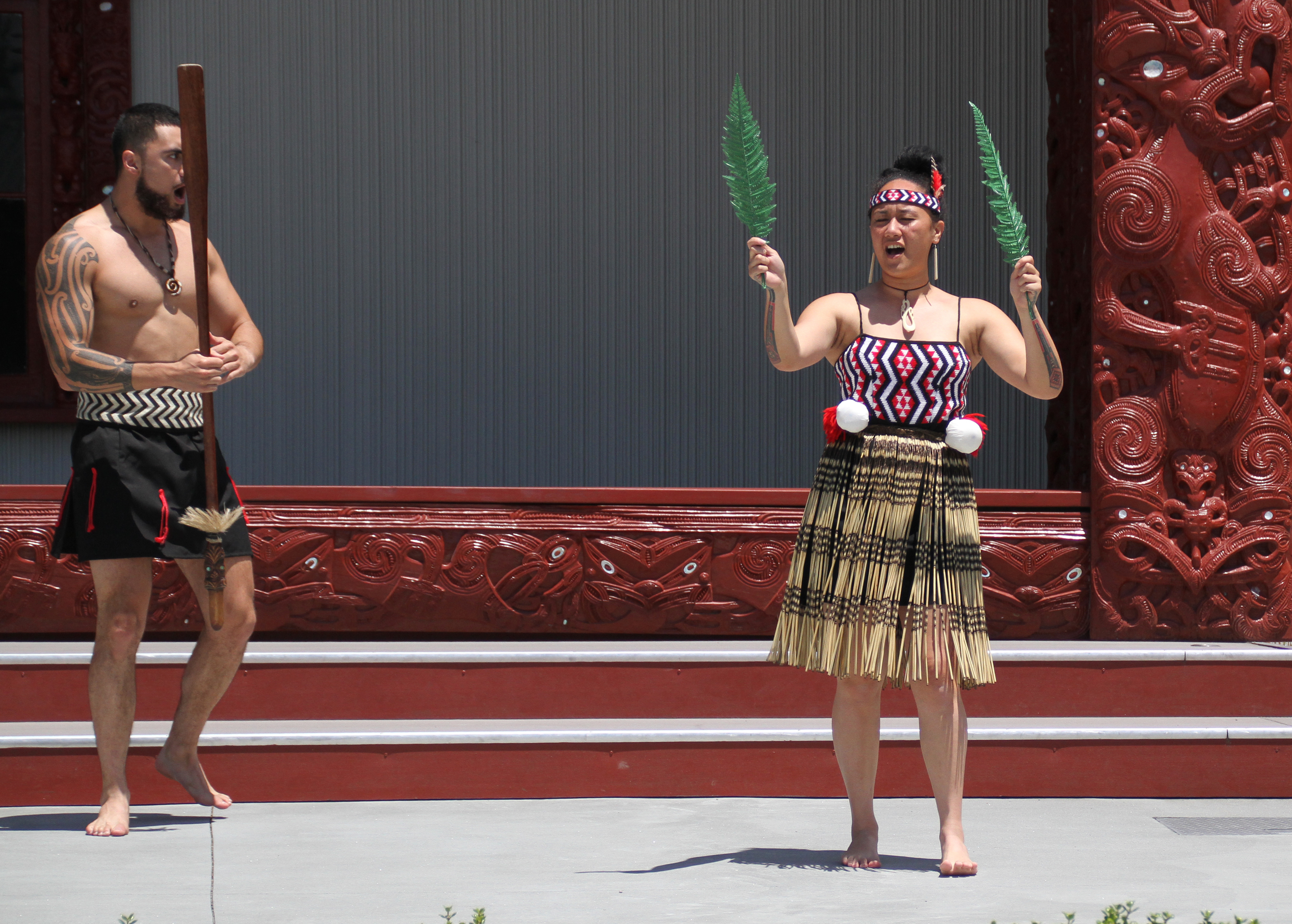
Исполнение песни во время пофири

Пофири (маори pōwhiri), или похири (маори pōhiri), — церемония приветствия у маори. Исторически проводилось для приветствия гостей на мараэ и демонстрации гостеприимства, однако в современном обществе пофири может сопровождать знакомство с новым сотрудником в компании или знакомство с бизнес-партнёрами. Пофири не делает гостей равными или равноправными с хозяевами.

## Процесс
Исторически в военное время целью пофири было определить, пришли ли гости с миром. Детали проведения этой церемонии зависят от правил конкретных мараэ, от того, насколько высокопоставлены гости, а также от того, были ли они уже на этом мараэ, или нет. К примеру, племя Те-Ати-Ава совершает хонги сразу после того, как гостей поприветствовали.
Примерный порядок проведения пофири таков:
- защитное заклинание (маори waerea)
- состязание (маори wero)
- клич (маори karanga)
- вход (маори whakaeke)
- речи (маори whaikōrero)
- песня (маори waiata kīnaki)
- подарок (маори koha)
- хонги (маори hongi)
- банкет (маори hākari)

Пофири обычно проходят в очень напряжённой атмосфере, потому что по представлениям маори, на гостях лежит сильное тапу, и пофири постепенно снижает его. Также мараэ (площадка перед домом собраний) считается вотчиной бога войны Ту, а дом собраний — бога мира Ронго; речи на мараэ во время пофири отражают агрессивный характер Ту. В то же время многие пофири проводятся в дружеской и спокойной обстановке. Пофири должны, с одной стороны, проводиться «как следует», а с другой — в разумных пределах стремиться уравнять хозяев и гостей, чтобы небольшая группа гостей не ощущала себя пересиленной, а недостаточно традиционалистская не чувствовала снобизма.

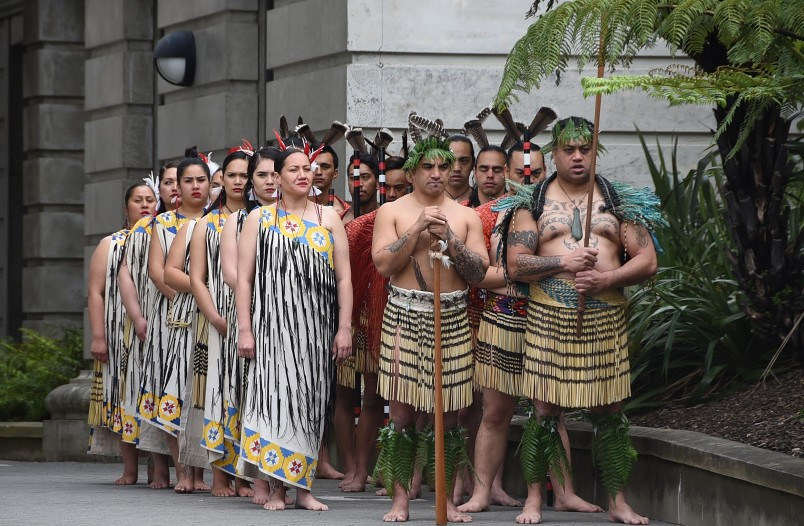
Процессия ожидает прибытия гостьи
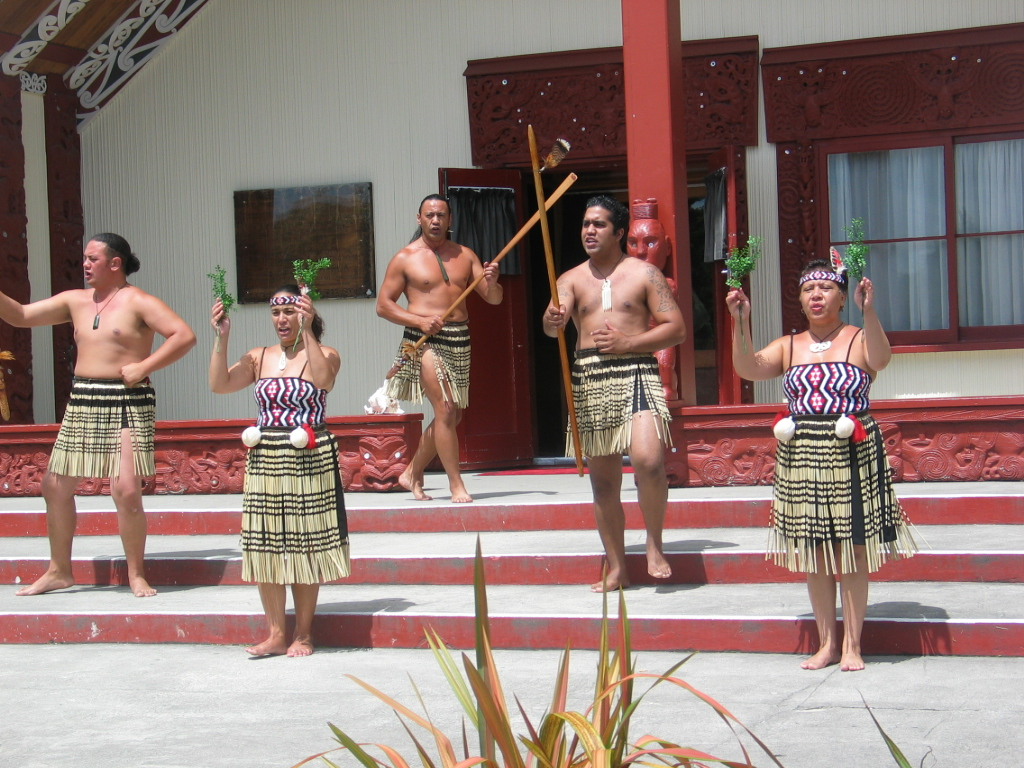
Приветственная ваиата

Единственный обязательный компонент пофири — каранга. В современных условиях формальное пофири может заменять «михи-факатау», сокращённое приветствие. При его проведении гости и хозяева рассаживаются, оратор со стороны хозяев произносит речь (менее формальную, чем при фаикореро), после которой ожидается ответ от гостей (по окончании каждой речи исполняется ваиата-кинаки), затем следует хонги и банкет.
Приветствие гостей или родственников дома также проводится проще: гости совершают хонги с хозяевами, рассаживаются, после чего старейшина или глава семьи произносит речь, на которую гости могут ответить своей, а затем подаётся еда.
Обычно во время пофири используется только язык маори, употребление других языков требует согласования.
Пофири иногда критикуется не-маори за большую продолжительность, тогда как маори рассматривают пофири как одну из важных репрезентаций культурных ценностей своего народа.

### Ваэрэа
В начале пофири один из гостей может произнести защитное заклинание, ваэрэа; это делается перед входом на территорию хозяев, перед входом на мараэ или сразу после.

### Веро

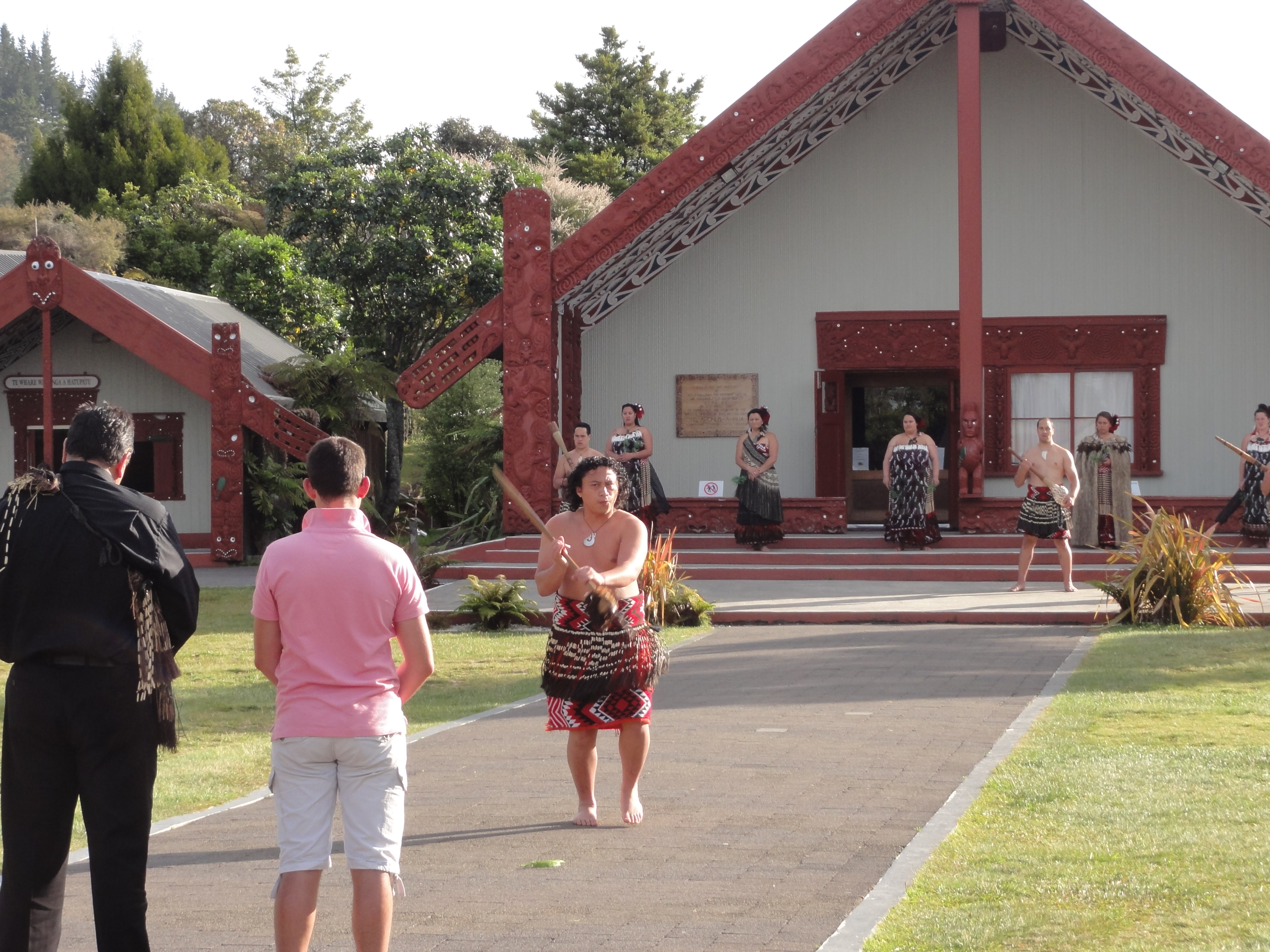
Веро для туристов в деревне Факареварева (Роторуа)

Веро (также называемый «таки»; «соревнование») устраивается, если гости имеют высокий статус, однако исторически это делалось для выяснения намерений пришельцев. В современной Новой Зеландии веро также часто проводят для туристов. Веро может считаться отдельным от пофири действием.
Позади высокопоставленного гостя часто стоит советник, задача которого — удостовериться, что гость действует по всем правилам. Во время веро один из воинов хозяев или небольшая группа, облачённая в традиционный костюм, медленно выходит к воротам мараэ, демонстрируя свои боевые навыки с копьём или другим оружием. Окончив выступление, он кладёт на землю церемониальный предмет: ветку с листьями, перо, трость и так далее, который медленно поднимает самый высокопоставленный из гостей-мужчин или, если наиболее высокопоставлена женщина, то выбранный ею мужчина. Это может повторяться до трёх раз. Во время ожидания воин сидит на корточках и ждёт реакции гостя. Отказ поднять предмет расценивается как отказ войти в мараэ на условиях хозяев. После того, как последний предмет поднят, положивший его воин проводит несколько движений копьём, после чего поворачивается к гостям спиной, ударяет себя по бёдрам и указывает гостям на вход.
Неосторожный воин может сломать копьё о землю, в этом случае он должен быстро удалиться, а высокопоставленный гость поднимает обломки копья и возвращает их хозяевам по окончании фаикореро. Другая возможная ошибка воина — поскользнуться на мокрой траве; гости в этом случае должны вести себя достойно и либо проигнорировать это, либо выразить соболезнования во время речей.

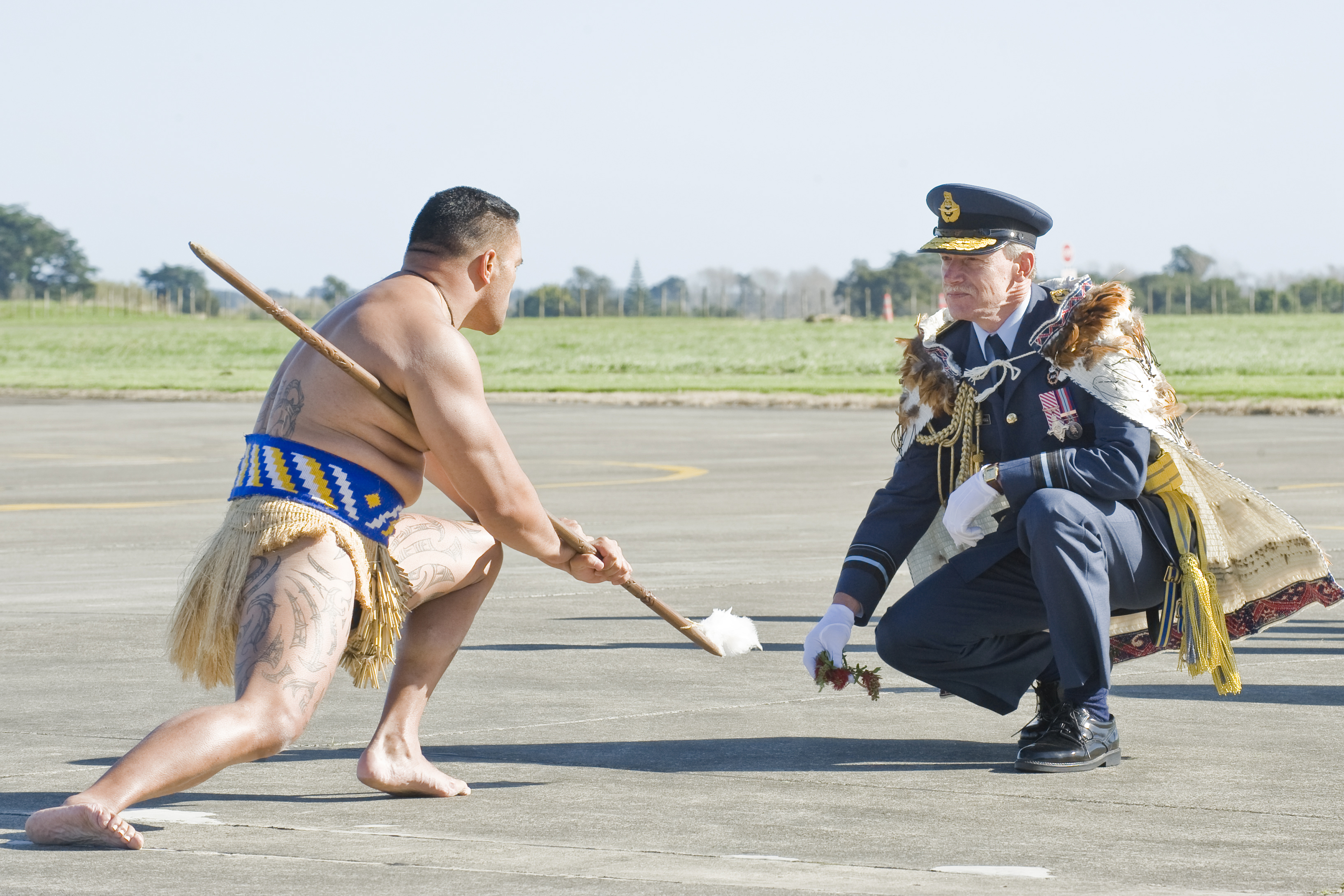
Питер Стокуэлл[англ.] принимает ветку в рамках назначения на пост начальника ВВС[англ.]
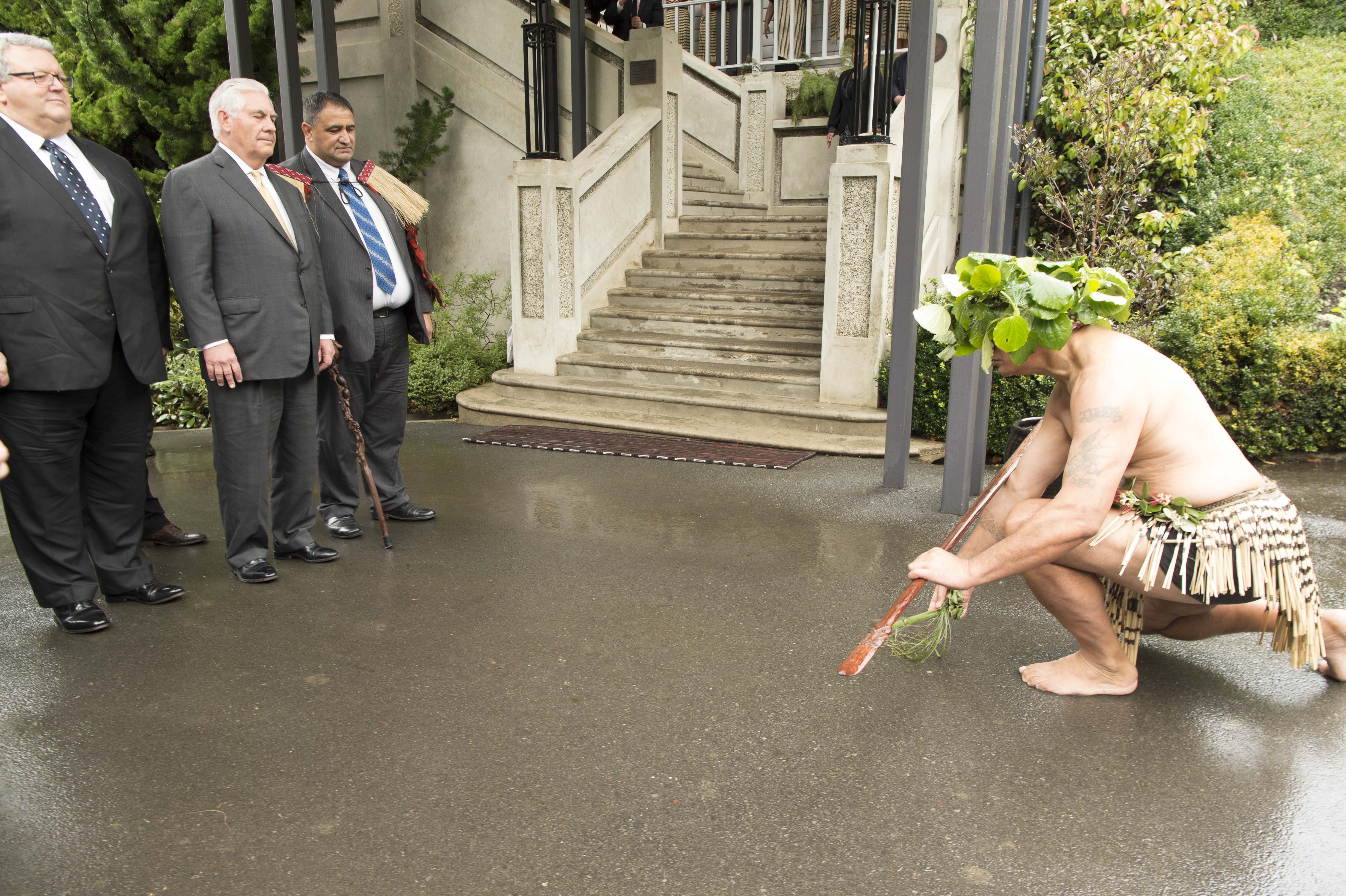
Веро во время визита Рекса Тиллерсона

### Каранга

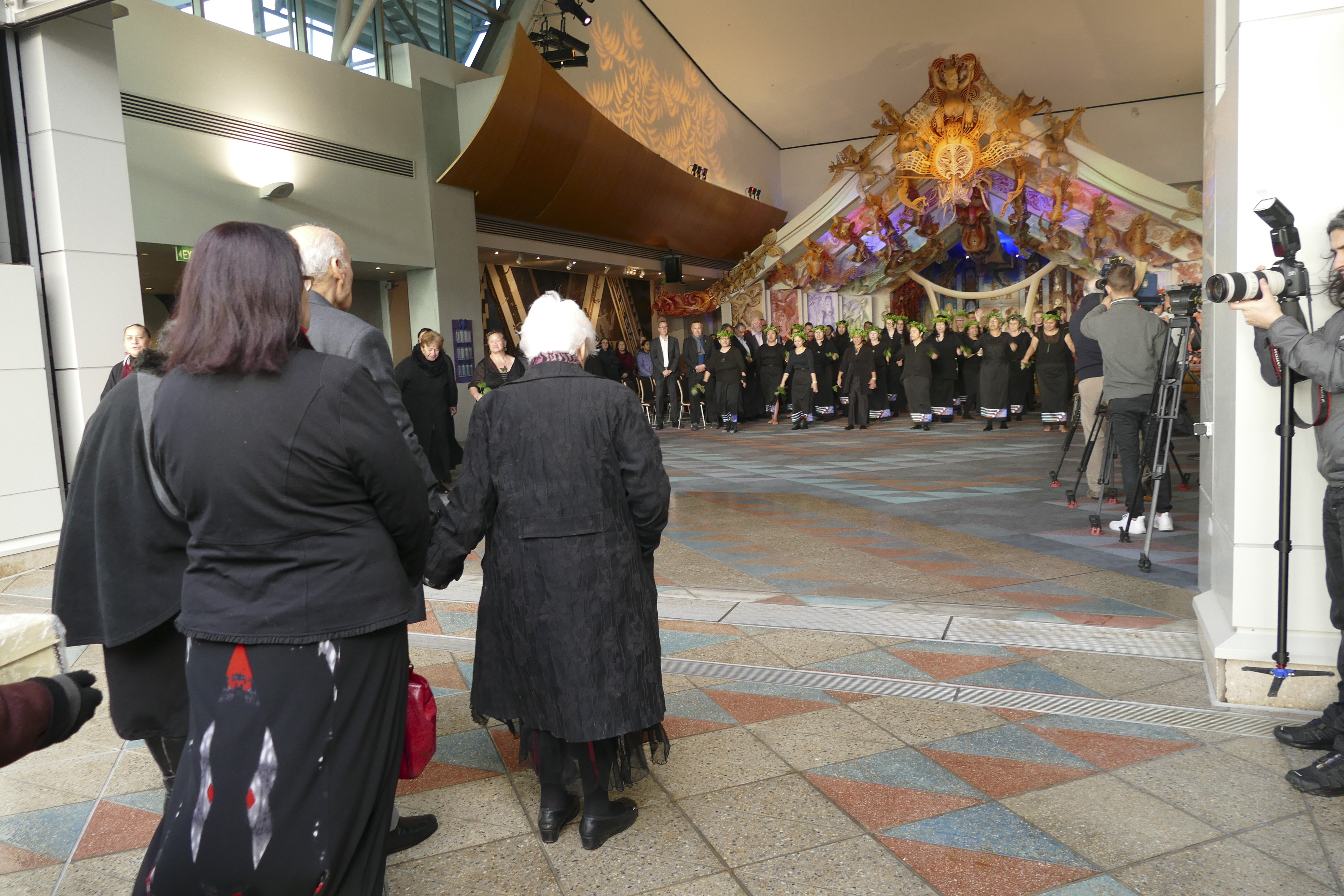
Каранга, приглашающая гостей войти

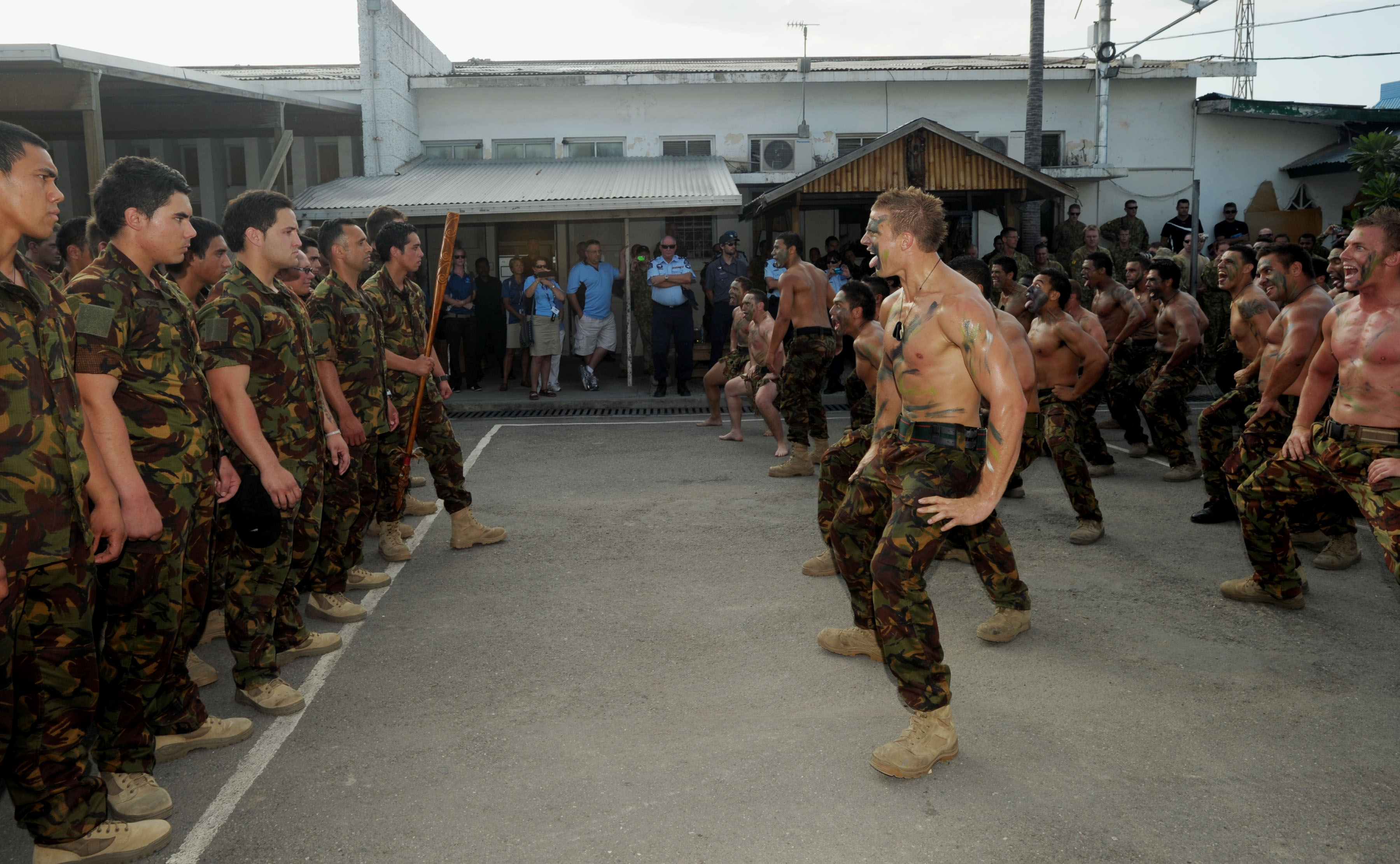
Хака, приветствующая членов ВС Новой Зеландии в Восточном Тиморе

Пофири продолжает (или, в случае, если веро не проводится, начинает) женский клич «каранга». Каранга исполняется женщинами как носительницами божественного табу, нейтрализующего табу гостей, а также для демонстрации добрых намерений и дружелюбия. Одна из старейшин хозяев, облачённая в чёрное, исполняет приветственную карангу, после чего ей отвечает одна из старейшин гостей. В случае, если среди членов группы нет пожилой женщины, карангу может исполнить и молодая.
Слова каранги выбирает исполнительница, обычно они повествуют об уважении к умершим предкам гостей и хозяев, а также о цели визита. После этого обе стороны входят на мараэ. Каранга может сообщить, что от гостей ожидается, чтобы они сразу вошли в общинный дом.
Если пофири проводится по полному протоколу (с веро), то на мараэ хозяева могут исполнить приветственную хаку перед входом. Гости отвечают на хаку, и выступления могут продолжаться ещё некоторое время.

### Факаэке
Если исполняется веро, то гостей медленно ведёт в общинный дом или на места для сидения на мараэ старший мужчина, в противном случае гости следуют за женщиной, исполнявшей карангу; если среди гостей есть высокопоставленное лицо любого пола, то его или её отправляют во главу процессии; во время похорон там стоят ближайшие родственники умершего. Мужчины-воины обычно защищают процессию с флангов.
Во время входа хозяева исполняют ещё одну карангу. Если каранга исполняется на похоронах, то во время упоминания предков и недавно умерших исполнительницы останавливаются на несколько минут (останавливается и процессия). После второй каранги хозяев гости отвечают своей карангой, за которой идёт третья каранга хозяев, приглашающая гостей войти; во время этой каранги может быть передана информация о том, где именно следует садиться гостям. Гости, к тому моменту уже находящиеся на мараэ — священной части поселения — останавливаются перед входом в общинный дом и отвечают своей карангой.
Хозяева встают перед началом факаэке, и в итоге после второй каранги гостей две группы оказываются лицом к лицу. В этот момент может начаться минута молчания или плач по умершим.
Гости рассаживаются самостоятельно, обычно — все рядом. Обычно первый ряд занимают ораторы-мужчины, однако после произнесения речей некоторые места в первом ряду могут занять высокопоставленные женщины.

### Фаикореро

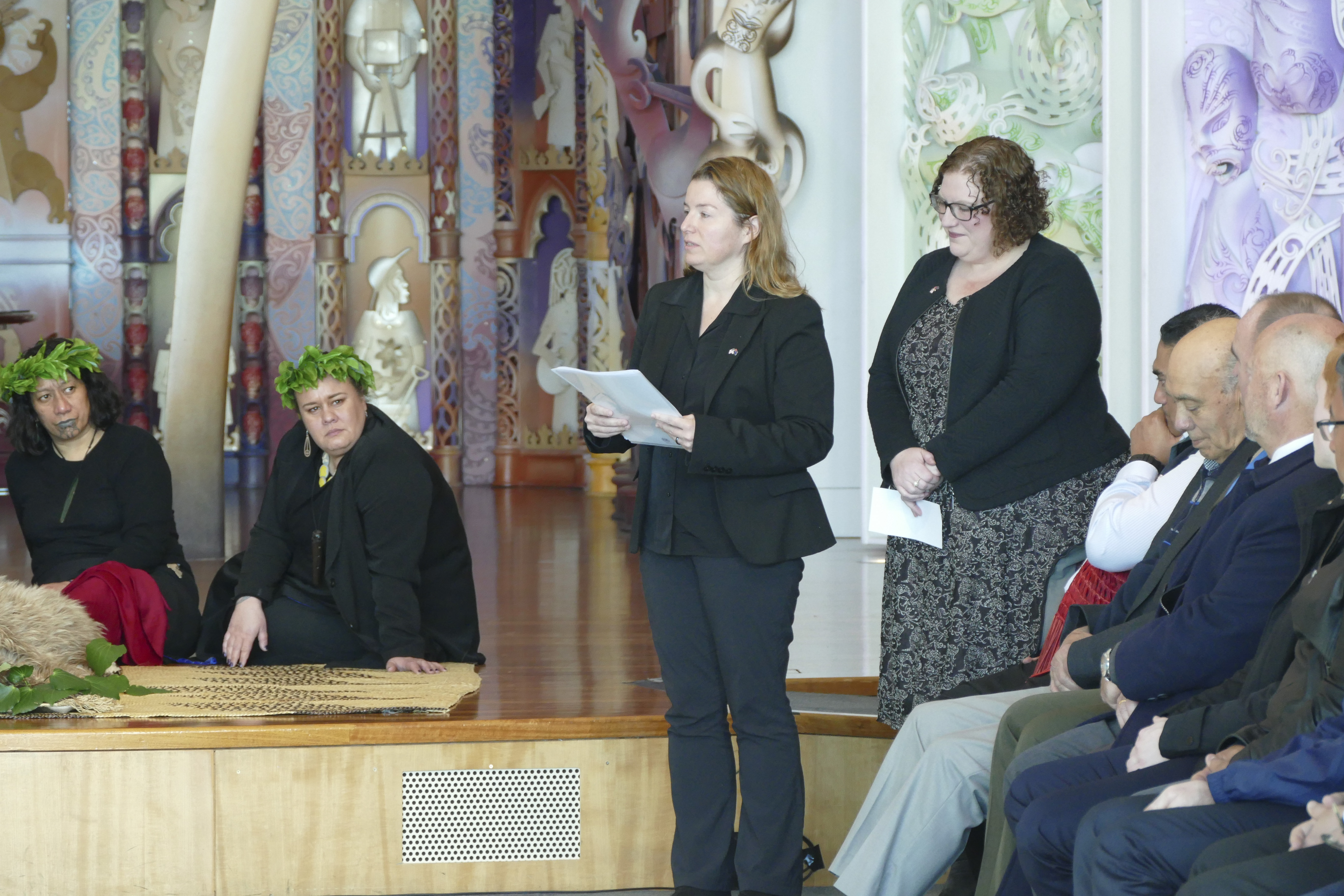
Речь представительницы американского посольства во время возвращения скелетов маори и мориори

Следующий этап — произнесение речей гостями и хозяевами. Говорят не менее двоих хозяев, первым из них обычно бывает рангатира. Речь должна артикулировать цель собрания и объявить гостей (если в составе посетителей находится несколько групп, то объявить их все). Последний оратор должен обобщить сказанное и упомянуть всё, что не затронули речи предшественников.
В некоторых регионах сперва говорят все хозяева, а затем все гости (маори pāeke); в других речи гостей и хозяев чередуются (маори tau utuutu); в третьих сначала говорят несколько хозяев, затем несколько гостей, затем снова хозяева, и так далее, (маори whakawhitiwhiti). В большинстве регионов речи произносят только мужчины, однако у иви Нгати-Пороу речи произносят и женщины. Маори ваки Матаатуа (Нгаи-Тухоэ, Нгати-Ава, Факатохеа, Те-Фанау-а-Апануи, Нгапухи, Нгаи-Те-Ранги, Нгати-Пукенга) по традиции требуют, чтобы люди той же ваки говорили первыми, тогда как высокопоставленный гость говорит последним.

### Ваиата-кинаки
По окончании каждой речи соплеменники оратора часто поют ваиату. Выбор песни оставляется либо одной из женщин, либо самому оратору, она должна подчёркивать и усиливать эффект речи. В случае, если оратор желает услышать ваиату, но её никто не начинает, он должен петь её сам.

### Коха
По окончании последней речи произносящий её гость оставляет на полу подарок, называемый «коха». Если гости представляют несколько групп, коха ожидается от каждой отдельно.
Подарок в доколониальные времена представлять собой пищу или какой-либо ценный ресурс, а также ценный предмет; в современном обществе коха обычно выдаётся в виде денег. Некоторые мараэ устанавливают таксу на проведение мероприятий, тогда как другие принимают пожертвования.

### Хонги
После установления духовной связи между гостями и хозяевами они обмениваются хонги, что устанавливает физическую связь. Обычно сначала оратор совершает хонги с мужчинами, а затем с женщинами. При совершении хонги гости и хозяева выстраиваются в параллельные линии и двигаются навстречу. При этом считается достаточным, если хонги совершат только высокопоставленные гости.
Хонги, как считается, передаёт дыхание жизни от человека к человеку. После колонизации маори стали также пожимать руки одновременно с хонги, а также целовать друг друга в щёки после хонги, однако это принято не везде.

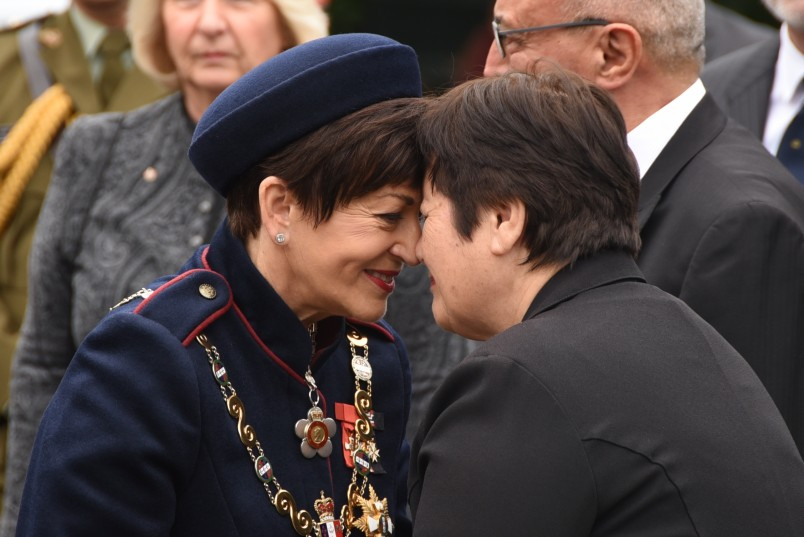
Хонги Пэтси Редди и Хирии Хапе
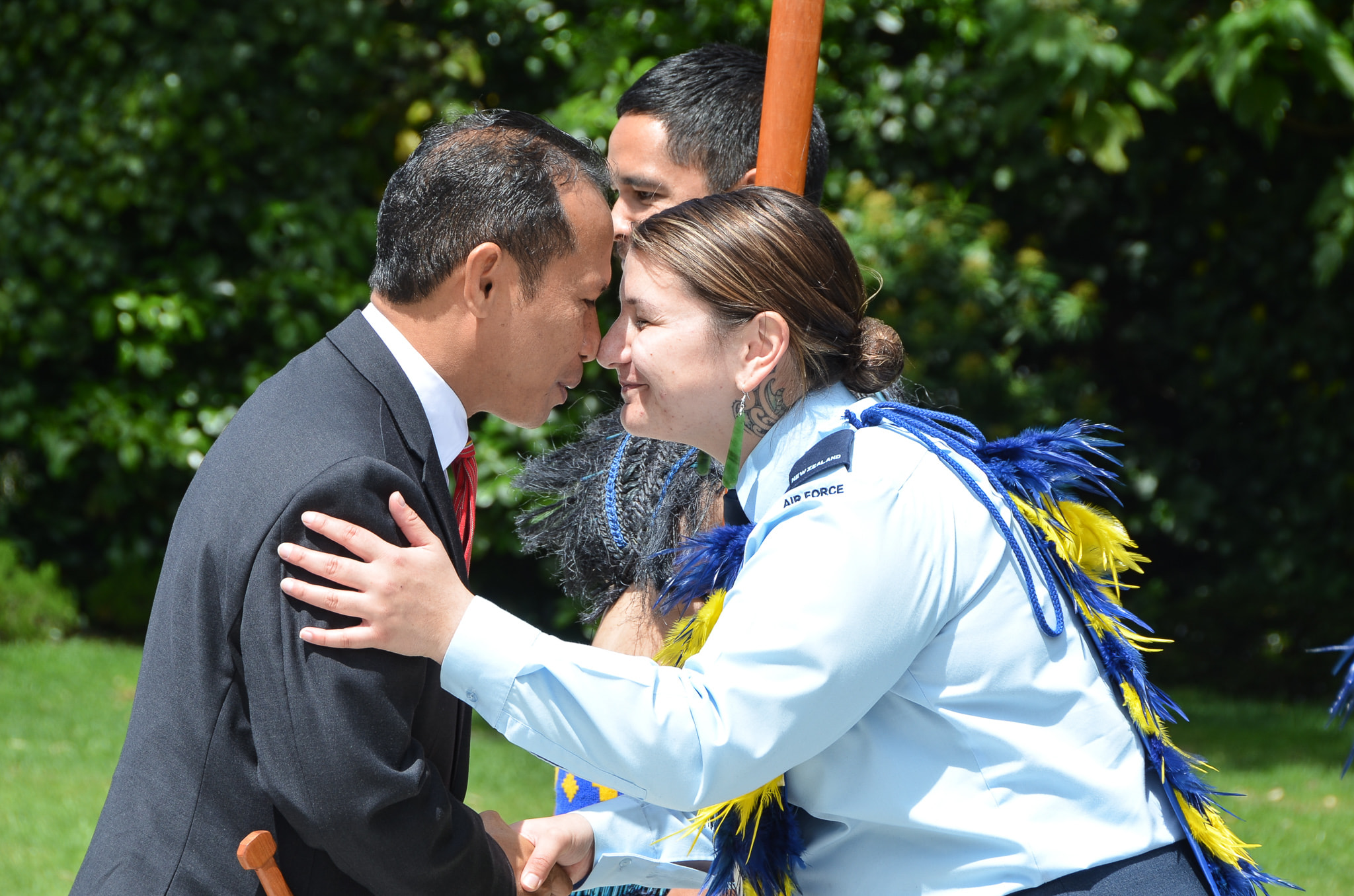
Хонги посла Восточного Тимора Лизуалду Гаспара и новозеландской лётчицы

### Хакари

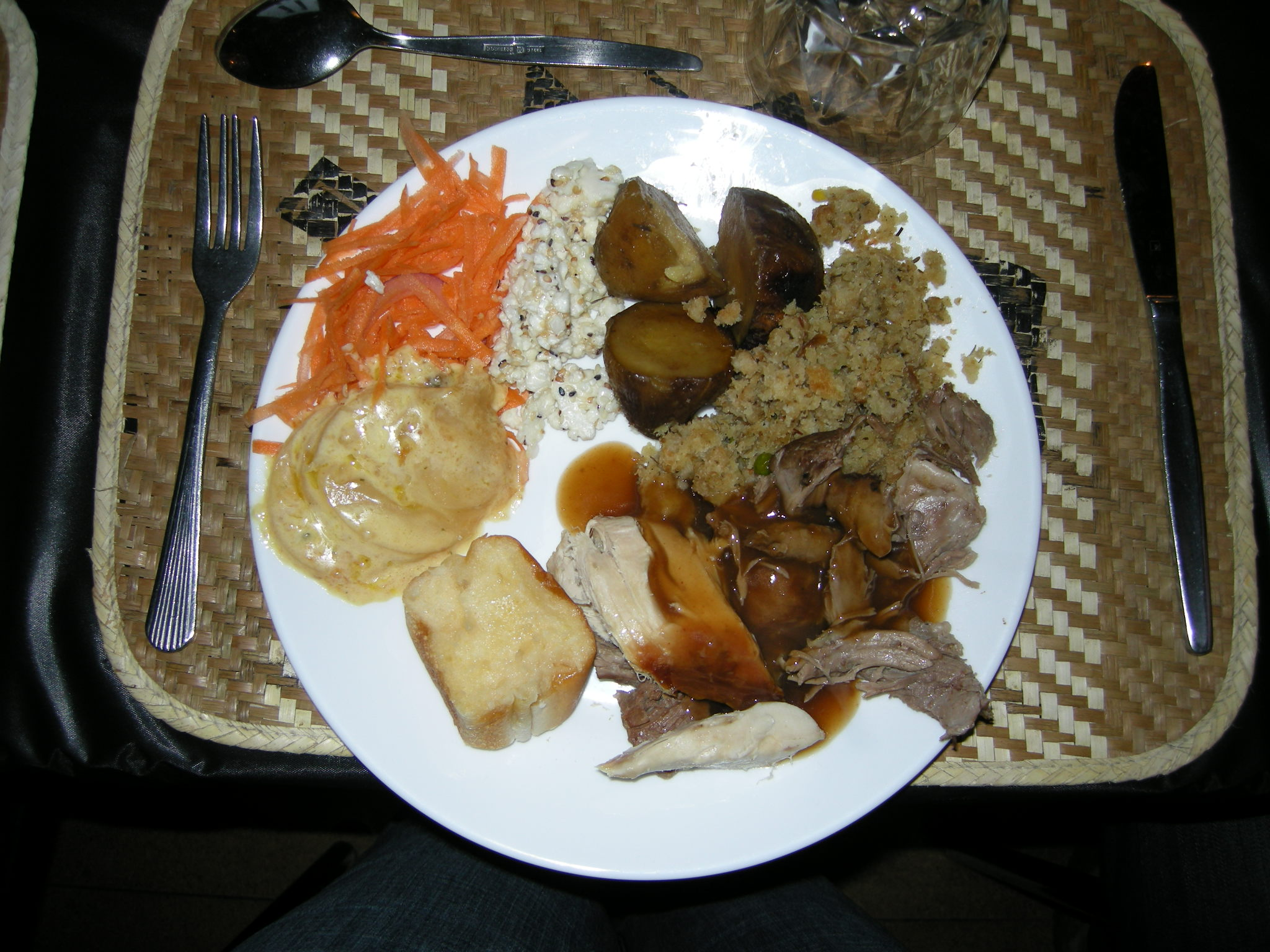
Ханги, подаваемое на собрании

Пофири считается сакральным моментом с высоким тапу, которое может быть снято во время банкета «хакари». Банкет демонстрирует ману хозяев и окончательно нейтрализует сакральность, позволяя начать неформальное взаимодействие и разрешая гостям более свободно перемещаться по территории.
Гостей зазывает на хакари клич из фарекаи, причём обычно гости почёта идут к столу первыми. Считается, что во время хакари хозяевам следует подавать местные деликатесы.
После окончания банкета гости могут произнести благодарственную речь за оказанное гостеприимство, после чего хозяева должны произнести речь в ответ.